# Drapeau du Kentucky
Le drapeau du Kentucky est le drapeau officiel de l'État américain du Kentucky. Il se compose du sceau de l'État sur fond bleu marine, entouré par les mots « Commonwealth of Kentucky » au-dessus et par deux branches de solidago, la fleur de l'État.
Conçu par Jesse Cox, professeur d'art plastique à Frankfort, le drapeau a été adopté par l'Assemblée générale du Kentucky le 26 mars 1918. Sa forme actuelle date de 1928.
Le sceau montre deux hommes se serrant la main. Selon la légende, il s'agirait à gauche de Daniel Boone, l'un des principaux explorateurs de l'actuel Kentucky, et à droite d'Henry Clay, l'homme politique le plus connu de l'État. En fait, ces deux personnages représentent officiellement tous les explorateurs et tous les hommes politiques, et non des individus.
La devise de l'État, United we stand, divided we fall (« Unis nous nous maintenons, divisés nous tombons ») entoure les deux hommes. Cette devise provient du chant patriotique The Liberty Song, datant de la Révolution américaine

## Serment d'allégeance au drapeau
En 2000, l'Assemblée Générale du Kentucky a adopté le Serment d'allégeance au drapeau d'État : 
« Je promets fidélité au drapeau du Kentucky et à l'État souverain qu'il représente, un Commonwealth béni par la diversité, la richesse naturelle, la beauté, et la grâce venue des cieux. »